# Coma Berenicydy
Coma Berenicydy (CBE) – rój meteorów aktywny od 12 grudnia do 23 stycznia. W okresie występowania jego radiant przesuwa się przez gwiazdozbiory Lwa i Warkocz Bereniki. Maksimum roju przypada na 16 grudnia, jego aktywność jest określana jako średnia, a obfitość roju wynosi 3 meteory/h. Prędkość w atmosferze meteorów z roju jest bardzo duża i wynosi 65 km/s. Ponieważ aktywność Coma Berenicyd pokrywa się z wysoką aktywnością rojów Geminidy i Kwadrantydy jest to rój słabo zbadany. Ciało macierzyste, z którego powstały Coma Berenicydy, nie jest znane.
Coma Berenicydy zostały odkryte w ramach poszukiwań Harvard Meteor Project, gdzieś pomiędzy rokiem 1952 a 1954.